# 전남기술과학고등학교
전남기술과학고등학교(全南技術科學高等學校)는 전라남도 화순군 화순읍 신기리에 위치한 공립 고등학교이다.

## 학교 연혁
- 1979년 1월 31일 : 학교 설립인가(18학급)
- 1979년 3월 1일 : 제1대 교장 이양훤 취임
- 1979년 3월 16일 : 화순고등학교 개교
- 1982년 2월 1일 : 제1회 311명(남) 졸업
- 1992년 3월 1일 : 화순실업고등학교로 교명 변경(남녀공학)
- 2012년 3월 1일 : 전남기술과학고등학교 교명 변경
- 2012년 3월 1일 : 성취평가제 연구학교 운영
- 2013년 3월 1일 : 특성화 학과 개편(정보처리과 → 디지털경영과)
- 2013년 3월 1일 : 그린스쿨 사업, 실습실, 펜싱장 증축
- 2015년 3월 1일 : 특성화 학과 개편(4개학과) 자동화기계과 → 기계과 전자제어과 → 전기과,전자과 디지털경영과 → 경영정보과
- 2025년 1월 13일 : 제44회 90명 졸업(12,486명)
- 2025년 3월 1일 : 제18대 홍성희 교장 부임
- 2025년 3월 4일 : 신입생 107명 입학

## 설치 학과
- 보건간호과
- 경영정보과
- 기계과
- 전기과
- 전자과

## 참고 자료
- 전남기술과학고등학교 - 한국교육학술정보원 학교알리미